# دیوید هیلی (بازیکن فوتبال)
دیوید هیلی (انگلیسی: David Healy؛ زادهٔ ۵ اوت ۱۹۷۹) بازیکن فوتبال اهل بریتانیا است.
از باشگاه‌هایی که در آن بازی کرده‌است می‌توان به باشگاه فوتبال فولام، باشگاه فوتبال نوریچ سیتی، باشگاه فوتبال ساندرلند، باشگاه فوتبال بری، باشگاه فوتبال پرستون نورث اند، باشگاه فوتبال منچستر یونایتد، باشگاه فوتبال رنجرز، باشگاه فوتبال ایپسویچ تاون، باشگاه فوتبال لیدز یونایتد، باشگاه فوتبال دونکستر راورز، و باشگاه فوتبال پورت ویل اشاره کرد.
وی همچنین در تیم‌های ملی فوتبال زیر ۲۱ سال ایرلند شمالی، Northern Ireland B national football team، و ایرلند شمالی بازی کرده‌است.